# クトゥルフ神話に影響を受けた作品一覧
クトゥルフ神話に影響を受けた作品一覧（クトゥルフしんわにえいきょうをうけたさくひんいちらん）では、クトゥルフ神話の影響を受けた作品を挙げている。なお、クトゥルフ神話自体はギリシア神話やロード・ダンセイニの著作に影響を受けている。詳細はクトゥルフ神話を参照。

## 小説

### 日本人作家

#### 邪神などが直接登場する作品
- 『邪教の神』（1956年、高木彬光）
名探偵神津恭介の短編推理小説。日本最初のクトゥルフ神話作品とされる。
- 『クトゥルー短編集 銀の弾丸』（山田正紀）[1]
表題作「銀の弾丸」は、日本最初または二番目のクトゥルフ神話作品とされる。
- 『魔境遊撃隊』（栗本薫）[2]
- 『英雄の書』（宮部みゆき） [3]
作中の用語「黄衣の王」など。
- 『黒猫の愛読書』（藤本圭）[4]
- 『クトゥルー・オペラ』 （風見潤、ソノラマ文庫）[5]
日本最初の長編クトゥルフ神話作品。4部構成『邪神惑星一九九七年』『地底の黒い神』『双子神の逆襲』『暗黒球の魔神』
- 『異自然世界の非常食（フェアリアフィリア）』（青井硝子）[6]
- 『妖神グルメ』（菊地秀行、ソノラマ文庫、創土社）[7][8]
- 『文芸部発マイソロジー』（早矢塚かつや）[9]
- 『うちのメイドは不定形』（静川龍宗）[10]
- 『うらにわのかみさま』（神野オキナ）[11]
- 『魔海少女ルルイエ・ルル』（羽沢向一）[7][12]
- 『災厄娘inアーカム』（新熊昇）[13]
- 『アルハザードの遺産 / アルハザードの逆襲』（新熊昇）[13]
- 朝松健の作品
  - 『崑央（クン・ヤン）の女王』[7][14]
  - 『小説・ネクロノミコン』[15]
  - 『肝盗村鬼譚』[7][15]
  - 『邪神帝国』[7][8]
  - 『秘神黙示ネクロノーム』[16]
  - 『弧の増殖 夜刀浦鬼譚』[7][17]
- 『グイン・サーガ』（1979年 - 2009年、栗本薫）[2]
- 『魔界水滸伝』（1981年 - 1991年、栗本薫）[2]
日本での初期長編クトゥルフ神話作品。詳細はリンク先を参照。
- 『夏の死』(1991年、斎藤肇)
過去の殺人事件の真相を、クトゥルフ神話のTRPGセッションを通じてつきとめようとする青春ミステリ。
- 『邪神たちの2・26』（1994年、田中文雄）
- 『摩陀羅 天使篇』（1994年 - 1995年、大塚英志） [18]
ネクロノミコンやラヴクラフトの孫が登場する。
- 『玩具修理者』（1996年、小林泰三）[19]
- 『エンジェル・ハウリング』（2000年 - 、秋田禎信）
- 『黒い仏』（2001年、殊能将之）[20]
- 『深淵を歩くもの』（2001年、小中千昭）[21]
- 『吉永さん家のガーゴイル』（2004年 - 2008年、田口仙年堂） [22]
登場人物「夜倶外法人」。
- 『Fate/Zero』（2006年 - 2007年、虚淵玄） [23]

ジル・ド・レェが登場し、黒魔術にクトゥルフ神話の諸設定を絡めている。「ルルイエ異本」のアレンジ版が登場。
- 『風に乗りて歩むもの』（2009年、原田宇陀児）[24]
- 『這いよれ! ニャル子さん』（2009年 - 2014年、逢空万太）[25][26]
- 『名門校の女子生徒会長がアブドゥル＝アルハザードのネクロノミコンを読んだら（2010年 - 、早矢塚かつや）[27]
- 『未完少女ラヴクラフト』（2013年 - 、黒史郎）[9]
- 『Y＜ヨグ＞の紋章師』（2014年 - 、越智文比古）[28]
- 『多々良島ふたたび ウルトラ怪獣アンソロジー』（2015年）
  - 『マウンテンピーナッツ』（小林泰三）
- 『ウルトラマンオーブ 完全超全集』（2017年）
  - 『ウルトラマンオーブ クロニクル＜年代記＞』
- 『郷土クトゥルフ神話「虹と影」』（2024年、杉村修）

#### 神話由来の固有名詞などが登場する作品
- 『ブレイブ・ストーリー』（宮部みゆき） 
「旧神」という単語が登場する。
- 『AADDシリーズ』（1999年 - 、林譲治）[29]
「ダゴン三世号」や「シャンタク二世号」など、クトゥルフ神話の邪神から名をとられた宇宙船が複数登場する。
- 『新本格魔法少女りすか』（2004年 - 、西尾維新） [30]
クトゥルフ神話からの引用がある[31]。
- 『MM9』（2005年 - 、山本弘） [32]
クトゥルフをモチーフとした怪獣「クトウリュウ」及び、クトウリュウ関連の用語「旧神」と「旧支配者」。
- 『円卓生徒会』（2006年 - 2009年、本田透） [23]
『インスマス海賊団』など。
- 『あたしメリーさん。いま異世界にいるの……。』
「クトゥルフ」「アーカム」などの文言が現れる。

### 海外作家
『呪われた町〈ジェルサレムズ・ロット〉』（1975年、スティーブン・キング） 
吸血鬼が崇拝する闇の神とその描写にクトゥルフ神話を思わせる部分がある。後にダークタワーと世界観が関連づけられている。詳細はen:Jerusalem's Lotを参照。
『霧』（1980年、スティーブン・キング）
モンスターやコンセプトを借りている。詳細はダークタワー、en:The Mistを参照。
『クラウチ・エンド』（1980年、スティーブン・キング） 
同上。スティーブン・キング作品は多くが同じ世界での物語となっている。
『ニードフル・シングス』（1991年、スティーブン・キング） 
詳細はen:Needful Thingsを参照。
『陰気な山脈にて』（1940年、アーサー・C・クラーク） 
『狂気の山脈にて』のパロディ。
『楽園の泉』（1979年、アーサー・C・クラーク） 
詳細はen:The Fountains of Paradiseを参照。ミスカトニック大学出版局が出版した書籍が登場する。
『宇宙ヴァンパイアー』（1976年、コリン・ウィルソン）
詳細はen:The Space Vampiresを参照。登場する異星人の種族名として「ウボ＝サスラ」と「ニオス＝コルガイ」の名前が使われている。
『ニンジャスレイヤー』（1996年 - 、ブラッドレー・ボンド／フィリップ・N・モーゼズ）
他人の精神に介入することができるニンジャ「シルバーキー」や、「カラテノミコン」なる書籍が登場する。
『新 銀河ヒッチハイク・ガイド』（2009年、オーエン・コルファー） 
クトゥルフが登場。また、ハスターも名前のみ登場する。

## 映画
- 『怪談呪いの霊魂（英語版）』（1963年） [39]
『チャールズ・デクスター・ウォードの事件』参照
- 『悪霊の棲む館（英語版）』（1965年） 
『宇宙からの色』の映画化
- 『太陽の爪あと（英語版）』（1967年） 
ダーレス・ラヴクラフト共著の同原題小説。
- 『ダンウィッチの怪（英語版）』（1970年） [40]
ラヴクラフト作の同名小説。
- 『レモーラ』（1975年）
- 『マニトウ』（1978年）『暗黒の儀式』の影響を色濃く受けており、ミスカマカスというインディアンの悪霊が登場する。
- 『地獄の門』（1980年）[41]
人類以前の何かが信仰した神など雰囲気はあるが、作中には神話に関連した用語・人物・怪物等は一切登場しない。
- 『死霊のはらわた』（1981年） [41]
悪霊を呼び出す道具としてネクロノミコンが登場。
- 『ビヨンド』（1981年）[41]
- 『ZOMBIO/死霊のしたたり』(原題:Re-Animator)（1985年） [42][43]
『死体蘇生者ハーバート・ウェスト』の現代風アレンジによる映画化。
- 『フロム・ビヨンド』（1986年） [43]
ラヴクラフト『彼方より』("From Beyond")に基づく。
- 『死霊のはらわたII』（1987年） 
事実上、上述の「死霊のはらわた」のリメイク作品。
- 『ヘルダミアン / 悪霊少女の棲む館The Unnamable』（1988年） 
オリジナル要素として主人公の友人としてランドルフ・カーター（外見はラブクラフトそっくり）、怪異の原因としてネクロノミコンが登場する。
- 『Dark Heritage（英語版）』（1989年） 
ラヴクラフト作『潜み棲む恐怖』（"The Lurking Fear"）に基づく。
- 『新・悪魔の儀式Cthulhu Mansion』（1990年）
- 『SFXハードボイルド / ラブクラフト（英語版）』（1991年） 
魔法と科学が融合した奇妙な世界で探偵をするラブクラフトの物語。終盤ヨグソトースが登場する。
- 『死霊のしたたり2（英語版）(原題:Bride of Re-Animator)』（1991年） 
上記「ZOMBIO/死霊のしたたり」の続編。ゾンビの花嫁を作ろうとするなど、フランケンシュタインに近い内容で、クトゥルフ神話とは関係がない作品。
- 『ヘルハザード・禁断の黙示録（英語版）』（1991年） 
『チャールズ・デクスター・ウォードの事件』参照
- 『ダークビヨンド / 死霊大戦The Unnamable II: The Statement of Randolph Carter』（1992年） 
上述のヘルダミアンの続編。ランドルフ・カーターが主人公となっているが、クトゥルフ神話とは全く関係のない内容となっている。
- 『キャプテン・スーパーマーケット / 死霊のはらわたIII』（1993年）
- 『地底人アンダーテイカー（英語版）』（1994年） [44]
同原題のラヴクラフト小説に基づく。
- 『ネクロノミカン』（1994年） 
作中にラヴクラフト本人の役が登場。三話の短編が一つになったオムニバス。
- 『マウス・オブ・マッドネス』（1994年）[44]
- 『魔界世紀ハリウッド』（1994年） 
上述のSFXハードボイルド / ラブクラフトの続編。やはりデニス・ホッパー演じる探偵のラブクラフトが登場するが、クトゥルフ神話とは関係のない内容となっている。
- 『キャッスル・フリーク（英語版）』（1995年） 
ラヴクラフト作"The Outsider"に基づく……が、実際はオカルト要素すらないグロテスク描写のあるサスペンス劇となっている。
- 『The Hound』（1997年）[45]
- 『イベント・ホライゾン』（1997年）
- 『ヘモグロビン』（1997年） 
ラヴクラフト作『潜み棲む恐怖』（The Lurking Fear）に基づく。
- 『Cool Air（英語版）』（1999年） 
同名のラヴクラフト小説に基づく。
- 『ナインスゲート』（1999年）
- 『Cthulhu（英語版）』（2000年）
- 『DAGON』（2001年） 
タイトルはラヴクラフトもしくはフレッド・チャペル作の同名小説に基づくが、内容は『インスマウスの影』に近い。
- 『Beyond Re-Animator（英語版）』(原題：Beyond Re-Animator)（2003年）
上記"Re-Animator"、"Bride of Re-Animator"の続編。
- 『ゴジラ FINAL WARS』（2004年）
劇中で登場する暴漢（演：佐野史郎）が「深き者どものが…」とクトゥルフ神話を意識したような台詞を言うシーンがある。
- 『ヘルボーイ』（2004年）
- 『遺体安置室 -死霊のめざめ-』（2005年）
- 『The Call of Cthulhu（英語版）』（2005年）
- 『バリケード』（2007年） 
ラヴクラフト『潜み棲む恐怖』に基づく。
- 『Closet Space（英語版）』（2007年）
- 『Cthulhu（英語版）』（2007年）
- 『邪神バスターズ』（2010年） [46]
- 『The Whisperer in Darkness（英語版）』[47]（2011年）
- 『ナイトメア・ビーストと迷宮のダンジョン』（2012年） [48]
- 『キャビン』（2012年）[46]
ホラー映画のお約束パターンは、実は謎の組織が彼らが「古き者たち」あるいは「古き神々」と呼んでいる存在の封印を維持するための生贄の儀式だったという内容のホラー映画。
- 『ドラえもん のび太の南極カチコチ大冒険』（2017年）
評論家の岡田斗司夫は、「本作は『ドラえもん版 狂気の山脈にて』である」と指摘した上で、「ドラえもん映画としてよりむしろクトゥルフ神話として素晴らしい」と評している[49]。
- 『カラー・アウト・オブ・スペース -遭遇-』（2019年）
『宇宙からの色』の映画化

## テレビドラマ
『インスマスを覆う影』（1992年）
TV番組『ギミア・ぶれいく』の1コーナーとして放映。VHSビデオ化。後に『蔭洲升を覆う影』のタイトルで小説化。

## 日本の漫画

### 邪神などが直接登場する漫画
- 『召喚の蛮名 - 学園奇覯譚』（槻城ゆう子）[51]
- 『ニライカナイ』（岡田芽武）[52]
- 『オボロ』（岡田芽武）
- 『宵闇眩燈草紙』（八房龍之助）[53]
- 『退魔針』（菊地秀行・斎藤岬）
- 『ANGEL FOYSON』（澁澤工房）
- 『邪神伝説シリーズ』（1988年 - 1993年、矢野健太郎）[54]
- 『アスタロト』（1991年 - 1994年、魔夜峰央）[55]
- 『アリシア・Y 』（1994年、後藤寿庵）[56]
- 『PHANTOM BULLET』（2000年、広江礼威）
- 『怪物王女』（2005年 - 2013年、光永康則）[57]
- 『夢幻の軍艦大和』（2006年 - 2011年、本そういち） 
ヨグ＝ソトースが登場。また、巻末のイメージイラストには戦艦大和とクトゥルフが交戦している物がある。
- 『今日の早川さん』（2006年 - 、coco）[58]
擬人化されたティンダロスの猟犬が登場。
- 『伴天連XX』（2009年 - 2011年、猪原賽・横島一）[59]
- 『トワイライト -大禍刻-』（2009年、魔夜峰央）
- 『オーロラ -王魔が刻-』（2010年、魔夜峰央）
- 『異形たちによると世界は…』（2011年、coco）[58]
- 『ニッケルオデオン』（2012年 - 2014年、道満晴明）[60]
- 『てるみな』（2013年 - 、kashmir）
深きものどもおよび、三嵜港 - 瑠璃江を結ぶ「鯨濱急行電鉄瑠璃江線」が登場する。
- 『愛欲幻想の怪―クトゥルフ・プレグナント―』（2015年、宇行日和）[61]
- 『姉なるもの』（2016年、飯田ぽち。）[59]
- 『福従都市メガロマニア』（2017年、宇行日和）
「ティンダロス・プレグナント」を収録。
- 『破壊神マグちゃん』（2020年 - 2022年、上木敬）
- 『SAN値直葬！闇バイト』（2023年 - 、ムクロメ）

### 神話由来の固有名詞などが登場する漫画
- 『栞と紙魚子』シリーズ（諸星大二郎）[62]
- 『スプリガン』（たかしげ宙・皆川亮二） 
アーカムという組織が登場する。
- 『ドラゴンハーフ』（見田竜介）
- 『少年AR』（東山和子）[63]
- 『あさりちゃん』（室山まゆみ）[64]
- 『MMR マガジンミステリー調査班』（石垣ゆうき） [65]
『1999甦るノストラダムス暗黒新予言!!』（単行本未収録）においてラヴクラフトとネクロノミコンを300人委員会に繋がる重要なキーワードとして引用。
- 『夢幻紳士』（高橋葉介） [66]
一部の短編にクトゥルフ神話上の固有名詞が登場する。
- 『地底の足音』（1962年、水木しげる）[67][68]
『ダンウィッチの怪』の事実上の翻案。
- 『パタリロ!』（1978年 - 、魔夜峰央）
- 『プリンセス・オブ・ダークネス』（田沼雄一郎、1988年 - 1990年） 
魔導書「ネクロノミコン」、魔導書「アルハザード ABDUL / ABDOL ELHAZZARED」
- 『BASTARD!! -暗黒の破壊神-』（1988年 - 、萩原一至）
- 『ラプラスの魔』（1989年、MEIMU）
- 『御先祖様はご機嫌斜め』（1990年、奥瀬サキ） - 奥瀬早揮名義
- 『仙術超攻殻ORION』（1990年、士郎正宗） 
『西遊記』・『日本神話』・『ギリシア神話』などの人物や事物を登場させているが、クトゥルフ神話もそれに含まれている。
- 『ジーザス』（1992年 - 1995年、七月鏡一・藤原芳秀） 
特殊部隊や武器の名前、施設や地名に神話由来のもの（夜魔部隊ナイトゴーント等）が登場する。
- 『ARMS』（1997年 - 2002年、七月鏡一・皆川亮二） 
上述のジーザスと世界観が共通している（同一世界ではない）ため、一部の地名や組織名が共通。またミスカトニック大学が登場する。
- 『闇のイージス』（2000年 - 2006年、七月鏡一・藤原芳秀） 
上述のジーザスと同一世界であり、ジーザスだけでなくナイトゴーントなどの特殊部隊も登場する。
- 『魔探偵ロキ」（1999年 - 2001年、木下さくら） 
作中にネクロノミコンが登場する。
- 『○本の住人』（2004年 - 、kashmir）
- 『ソウルイーター』（2004年-2013年、大久保篤） [69]
エイボン、エイボンの書が登場する。
- 『かみあり』（2007年 - 、染屋カイコ） - 6巻。[70]
- 『リコーダーとランドセル』（2008年 - 、東屋めめ） 
2巻。ラグクラフト研究会の出し物、ラブ♥ラブルルイエ占い。
- 『UNDEAD』（2010年、寺嶋将司）
- 『ちろちゃん』（2007年 - 2012年、結城心一）[71]
- 『魔法少女プリティ☆ベル』（2009年 - 、KAKERU） [72]
クトゥルフ神話の邪神そのものではないが、その名前を冠された魔族である “風に乗りて歩むもの”イタカ、“深き者ども（ディープワンズ）”マイヤー、ナイアルラトホテップが登場する。
- 『ウムルとタウィル』（2018年、OYSTER）
- 『はやめブラストギア』（2016年 - 2020年、竹山祐右）
- 『ライバーダイバーラバー』（2022年 - 、鹿島初）

## その他の漫画
- 『ヘルボーイ』（マイク・ミニョーラ）
- 『バットマン』（ボブ・ケーン） [73]
「アーカム精神病院」神話の地名が人名にされ、病院名になっている。
- 『ターザン（英語版）』（ジョン・ビュッセマ（英語版）） [74]
アブドゥル・アルハザード Abdul Alhazred/Abd-el-Hazred ）
- 『ネオノミコン』、『プロビデンス』（アラン・ムーア）

## アニメ
- 『戦え!!イクサー1』（1985年 - 1987年）[75]
敵組織の名称として「クトゥルフ」を用いているが、名前を借りただけで世界観の繋がりはない。
- 『魔法少女リリカルなのは』（2004年） 
地名として「アルハザード」が登場する。
- 『CLANNAD』（2007年、第11話）
- 『ソウルイーター』（2008年 - 2009年） 
「エイボンの書」と言うアイテムが登場する。
- 『とある魔術の禁書目録』（2008年 - 2009年） 
作中に出てくる著名な魔導書の一つとして「ネクロノミコン」の名があがっている。
クトゥルフ神話のネクロノミコンそのものではなく、フィクションとしてのクトゥルフ神話を元にして作られた魔道書、という設定である。
- 『機神咆吼デモンベイン』（2006年）
- 『キスダム -ENGAGE planet-』（2007年）
- 『サウスパーク』（2010年、シーズン14エピソード11 - 13）
- 『ビリー&マンディ』（2001年、エピソード52）
イタズラ電話はいかが？：原題「Prank Call of Cthulu」主人公の一人ビリーが登場人物グリムの魔界電話を悪用してクトゥルーと接触、その後人間界にイタズラ電話を掛けまくって、人間界を魔界化させてしまう。
- 『這いよれ! ニャル子さん』（2012年）[76]
クトゥルフ神話の邪神のモデルとなった宇宙人たちがメインキャラクターである。
彼らと知り合ったラブクラフトが彼らをモチーフとしてクトゥルフ神話を書いた、という設定になっている。
- 小中千昭が脚本を担当した作品
  - 『THE ビッグオー』（1999年 - 2000年）[77][78]
ダゴンをモデルとしたロボット、メガデウス・ダゴンが登場。
  - 『デジモンアドベンチャー02』（2000年、第13話「ダゴモンの呼び声」）[78]
  - 『デジモンテイマーズ』（2001年） [79]
登場人物である情報管理局員山木満雄がクトゥルフ神話好きという設定で、彼にまつわるプログラムやシステムにシャッガイなどの名前がつけられている。また、ミスカトニック大学教授内原戸哲夫なる人物も登場した。
  - 『GR-GIANT ROBO-』（2007年） [76]
地名「セレファイス群島」や、ヘビのような姿の「古き神」が登場する。
- 『H・P・ラヴクラフトの ダニッチ・ホラー』（2007年）[80]
- 『DEVIL SURVIVOR 2 the ANIMATION』（2013年）[81]
障壁システム「アザトース」など
- 『ヘボット!』（2017年）[82]
第35話「インスマ浜の呼び声」
- 『ネクロノミ子のコズミックホラーショウ』（2025年）

## 特撮
『ウルトラマンティガ』（1996年 - 1997年）
ウルトラマンティガの設定や邪神ガタノゾーア、ロイガーをモデルとした超古代尖兵怪獣ゾイガー、ガタノゾーアが眠っていた「超古代都市ルルイエ」など。
『ウルトラマンガイア』（1998年 - 1999年）
大海魔ボクラグや、OV『ガイアよ再び』（2001年）に登場する根源破滅飛行魚バイアクヘーの名称。及び根源破滅海神ガクゾムが眠っていた「セレファイス海溝」。
『ウルトラマンネクサス』（2004年 - 2005年） 
名称がクトゥルフ及びクティーラに由来するフィンディッシュタイプビースト クトゥーラ。
『魔法戦隊マジレンジャー』（2005年 - 2006年） 
冥府神ダゴンや絶対神ン・マのモデルや設定。

## ゲーム

### アナログ
- 『マジック:ザ・ギャザリング』（トレーディングカードゲーム）
登場する「エルドラージ（英語版）」はクトゥルフがモチーフ[85]。
- 『クトゥルフの呼び声』 [86]
テーブルトークRPG。ケイオシアム社製。クトゥルフ神話そのものを再現する作品。
- 『アーカムホラー』（ボードゲーム。日本語版はアークライト社より発売。）[87]
クトゥルフ神話そのものを再現する作品。
- 『クトゥルフ神話カードゲーム』（カードゲーム。日本語版はアークライト社より発売。）[88]
クトゥルフ神話そのものを再現する作品。
- 『ラブクラフト・レター』[88]
- 『神話創世RPG アマデウス』 [89]
テーブルトークRPG。
- 『WIXOSS』[90]
- 『暗黒神話TRPG トレイル・オブ・クトゥルー』
- 『クトゥルフ・ウォーズ』
- 『艦これRPG 着任ノ書』
リプレイパートの注釈に外なる神の記載。
- 『サタスペ リプレイ ダボラ 虎と宝とうろんな奴ら』
追加おたからにクトゥルフ神話に由来するものが存在。
- 『ソード・ワールド2.0リプレイ レーゼル ドーン開拓記』（2015年、大井雄紀/グループSNE)
「別のゲームなら正気度チェック」2巻147頁
- 『ソード・ワールド2.0リプレイ Rock,n Role』（2017年、ベーテ・有理・黒崎）
「ルルイエ風の建築物」5巻38頁、「SANチェック」64頁など。

### デジタル
- 『Bloodborne』(アクションRPG、フロムソフトウェア)[91]
- 『ドラゴンクエストシリーズ』（RPG、スクウェア・エニックス）[92]
- 『時空の覇者 Sa・Ga3 [完結編]』（RPG、スクウェア）[91]
異次元の神々・インスマウス面の種族・イレムという名前の町など
- 『ファイナルファンタジーX』（RPG、PS2、スクウェア)[91]
- 『ファイナルファンタジー零式』（アクションRPG、PSP、スクウェア・エニックス）[91]
- 『デビルメイクライ3』（Devil may cry 3）（スタイリッシュ クレイジーアクション、PS2 / PC、カプコン） 
ラストボス「アーカム（ARKHAM）」、スパーダの魔力を扱いきれずショゴスのような姿になる。
- 『ラングリッサーシリーズ』（シミュレーションRPG、メガドライブ / SS / PS / SFC、メサイヤ） - 魔剣「アルハザード」
- 『幻想水滸伝V』（RPG、PS2、コナミ）（アズラッド Alhazred ）[93]
- 『邪聖剣ネクロマンサー』（RPG、PCエンジン、ハドソン）[94][95]
- 『…いる!』（ADV、PS、タカラ（現タカラトミー））[96]
- 『魔導物語』（RPG、SS、コンパイル）[97]
- 『夢幻の心臓III』（RPG、PC 、クリスタルソフト、現在の版権はボーステック？）[98]
- 『女神転生シリーズ』（アトラス）[94][99]
- 『世界樹の迷宮III』（アトラス）[99]
- 『新・世界樹の迷宮2』（アトラス）
- 『セブンスドラゴンシリーズ』（セガ）[95]
- 『1999Christmas Eve』(ノベル、PC、1999ChristmasEve Project)
- 『シャドウハーツ』（Shadow Hearts）I および II（RPG、PS2、アルゼ）[100]
- 『ラプラスの魔』（RPG、PC / PCエンジン、ハミングバード / ヒューマン）
- 『パラケルススの魔剣』（RPG、PC、ハミングバード） 
『ラプラスの魔』の続編。クトゥルフ神話の神々は登場しない。
- 『バウンダリーゲート ドーター・オブ・キングダム』（RPG、PC-FX、NECホームエレクトロニクス）[疑問点 – ノート]
- 『人魚の烙印』（アドベンチャー、PS、NECインターチャネル）[101]
- 『テイルズ オブ ファンタジア』（RPG、SFC、ナムコ） [97]
ネクロノミコンが登場する[102]。
- 『スプラッターハウス』（アクション、アーケード、PCエンジン、ナムコ） [97]
『死体蘇生者ハーバート・ウェストをモチーフにしたウエスト博士が登場。
旧作シリーズでは示唆程度だったが2010年のリメイク版『Splatterhouse』では明白にミスカトニック大学等のキーワードが登場する。
- 『ロストクロニクル』（ファンタジーRPG、i-mode/Y!Keitai/EZweb、ナムコ・ゲームス／バンダイナムコゲームス） 
モンスターや物語の一部がクトゥルフ神話のオマージュ。
- 『ShadowFlare』（RPG、PC、電遊社）[疑問点 – ノート]
- 『エターナルダークネス』（アドベンチャー、GC）[疑問点 – ノート]
- 『PRISONER OF ICE 邪神降臨』（アドベンチャー、PC / PS / SS、エクシング）
- 『東京魔人學園剣風帖』（SRPG、 PS、アスミック・エースエンタテインメント）[99]
- 『アーネスト・エバンス』シリーズ（アクション、メガドライブ、ウルフ・チーム）[103]
  - 『アーネスト・エバンス』（メガCD）
  - 『エル・ヴィエント』
  - 『アネット再び』（メガCD）
- 『マックスペイン』（3Dアクション・シューティング、PC / PS2、Rockstar Games / Take Two Interactive） 
魔導書「ネクロノミコン」。
- 『QUAKE』（FPS、PC、Id Software）
- 『スペースハリアーII』（シューティング、メガドライブ、セガ）[疑問点 – ノート]
- 『Xマルチプライ』（シューティング、アーケード、アイレム） 
『HOSTUR』、『HIDRA』、『BYKHEE』などのボスの名称。
- 『デジタルピンボール ネクロノミコン』（ピンボール、SS、KAZe）[104]
- 『SIREN』（ソニー・コンピュータエンタテインメント）[105]
- 『ワイルドアームズシリーズ』（RPG / SRPG、PS / PS2 / PSP、Sony Computer Entertainment）
- 『ロードオブモンスターズ』（LORD of MONSTERS）（アクションアドベンチャー、Sony Computer Entertainment）
- 『帝都双月魔術陣』（PBM、ホビー・データ）
- 『夢魔の天蓋』 / 『夢幻狂詩ネクロノミコン』 / 『夢幻舞葬モンストラバルツ』（携帯アプリ、ホープムーン、ジグノシステム）[106]
- 『みんなdeクエスト 〜芯海の楽園〜』 （携帯メールプレイングゲーム）
- 『エミル・クロニクル・オンライン』（MMORPG、PC、ガンホー） [107]
エイボンの書など様々なアイテムやキャラクターが出ている。
- 『World of Warcraft』（MMORPG、PC、Blizzard） 
世界観がクトゥルフ神話の影響を受けており、"Old Gods"としてクトゥルーやヨグ＝ソトースをモチーフにしたボスが登場する[疑問点 – ノート]。
- 『斬魔大聖デモンベイン / 機神咆吼デモンベイン』（アドベンチャー、PC / PS2、ニトロプラス / 角川書店）[108]
- 『沙耶の唄』（アドベンチャー、PC、ニトロプラス）[108]
- 『朝の来ない夜に抱かれて -ETERNAL NIGHT-』（アドベンチャー、PC、F&C・FC03）[109]
- 『果てしなく青い、この空の下で…。』（アドベンチャー、PC、TOPCAT）
- 『アトリの空と真鍮の月』（アドベンチャー、PC、TOPCAT）
- 『ティラムバラム』（RPG、PC、ライトスタッフ）[110]
- 『3days 〜満ちてゆく刻の彼方で〜』（アドベンチャー、PC、Lass）
魔導書「アル・アジフ」が登場する。
- 『蒼色輪廻』（アドベンチャー、PC、美遊）
- 『マジカル・ディープ☆ワン』（アドベンチャー、PC、ぱれっと / Vanilla）
- 『アトラク＝ナクア』（アドベンチャー、PC、アリスソフト）[111]
- 『涼崎探偵事務所ファイル』（アドベンチャー、PC、アボガドパワーズ）
  - 『黒の断章』
  - ESの方程式
- 『終ノ空』（アドベンチャー、PC、ケロQ）[112]
- 『素晴らしき日々 〜不連続存在〜』（アドベンチャー、PC、ケロQ）[112]
- 『終末少女幻想アリスマチック』（アドベンチャー、PC、キャラメルBOX）[113]
- 『ク・リトル・ リトル～魔女の使役る、蟲神の触手～』（アドベンチャー、PC、Black Cyc）[114]
- 『鋼炎のソレイユ』（アドベンチャー、PC、SkyFish） [115]
ゲームの登場人物に一部記載がある。
- 『しゅぷれ〜むキャンディ 〜王道には王道たる理由があるんです!〜 』（アドベンチャー、PC、枕）[112]
アイテム「シャイニング・トラペゾヘドロン」など。
- 『CLANNAD』（アドベンチャー、PC、Key） 
ゲームの登場人物「一ノ瀬ことみ」が「星の精を召喚する呪文」を唱える。
- 『蒼天のセレナリア -What a beautiful world-』（アドベンチャー、PC、ライアーソフト）
- 『赫炎のインガノック -What a beautiful people-』（アドベンチャー、PC、ライアーソフト）
- 『漆黒のシャルノス -What a beautiful tomorrow-』（アドベンチャー、PC、ライアーソフト）
- 『白光のヴァルーシア -What a beautiful hopes-』（アドベンチャー、PC、ライアーソフト）
- 『紫影のソナーニル -What a beautiful memories-』（アドベンチャー、PC、ライアーソフト）
- 『黄雷のガクトゥーン -What a shining braves-』（アドベンチャー、PC、ライアーソフト）
- 『蓬萊学園シリーズ』（PBM・TRPGほか、遊演体） 
蓬萊学園の設定内にミスカトニック大学の名が度々登場するほか、ラヴクラフトが蓬萊学園の客員教授をしているという設定も存在する。
- 『サイレントメビウス』（アドベンチャー、PC、ガイナックス） 
PCゲームの作中でミスカトニック大学の名が登場する。
- 『Sherlock Holmes: The Awakened』（推理アドベンチャー、PC、Frogwares ） 
物語の背景にクトゥルフが深く関わっている。
  - 『Sherlock Holmes: The Awakened』
  - 『Sherlock Holmes：The Awakened Remastered Edition』（前作のパワーアップバージョン）
- 『Amnesia: The Dark Descent』（サバイバルホラーアドベンチャー、PC、Frictional Games） 
ストーリー一部分はH･P･ラヴクラフトの短編小説The Outsiderに影響を受けている。
- 『アローン イン ザ ダーク』（アドベンチャー、PC） [116]
クトゥルフを下敷きとしたストーリーは1作目のみ。
- 『Call of Cthulhu: Dark Corners of the Earth（英語版）』（アドベンチャー、PC、Bethesda Softworks）
- 『ネクロノミコン (ゲーム)（英語版）』（アドベンチャー、PC、フェアリーテール ハードカバー）[117]
- 『インスマウスの館（英語版）』（アクション、バーチャルボーイ、アイマックス）[104]
- 『英雄*戦姫』（地域制圧型SLG、PC(アダルト) / PS3 / PSVista、天狐）[118]
- 『Code Name: S.T.E.A.M. リンカーンVSエイリアン』（シミュレーションシューティング、3DS、任天堂）[119]
仲間の一人でランドルフ・カーターが登場。また、ミスカトニック大学が舞台のマップ、ネクロノミコンも登場するほか、敵エイリアンの出自がクトゥルフ由来となっている。
- 『パズル&ドラゴンズ』 [120]
モンスターとしてクトゥルフやヨグ＝ソトース等が登場する。
- 『Dear My Abyss』 （Berial、ノベルゲーム）
現代日本を舞台として、クトゥルフとハスターの対立を描いている。
- 『Fate/Grand Order』[121][122]
亜種特異点IV「禁忌降臨庭園 セイレム」において、魔神柱ラウムがアビゲイル・ウィリアムズを依り代にヨグ＝ソトースを降臨させようとした他ランドルフ・カーターなどクトゥルフ神話の登場人物が複数登場している。
また、アビゲイルと同じ「フォーリナー」のクラスでクトゥルフの依り代になっていると思われる葛飾北斎もサーヴァントとして登場している。
- 『恋する吸盤!! 初めてのデート』（Akabaka、ビジュアルノベル）

## クトゥルフ神話を題材にした楽曲
- 『The Music Of Erich Zann』 / 『メコン・デルタ』 （アルバム、1988年）
- 『The Call of Ktulu』 / 『メタリカ』（『Ride the Lightning』収録、1984年）
- 『The Thing That Should Not Be』 / 『メタリカ』（『Master of Puppets』収録、1986年） 
歌詞に"Great Old One"、"Crawling Chaos"など含まれる。
- 『The Awakening』 / 『Dead End』（『Dead Line』収録、1986年） 
歌詞に神話から借りたフレーズが含まれる。
- 『陰獣』 / 『人間椅子』（『人間椅子』収録、1989年）
- 『水没都市』 / 『人間椅子』（『黄金の夜明け』収録、1992年）
- 『狂気山脈』 / 『人間椅子』（『黄金の夜明け』収録、1992年）
- 『ダンウィッチの怪』 / 『人間椅子』（『頽廃芸術展』収録、1998年）
- 『The Crawling Chaos』 / 『レイジ』（『Black In Mind』収録、1995年）
- 『Great Old Ones』 / 『レイジ』（『Soundchaser』収録、2003年）
- 『モービッド・エンジェル』の楽曲全般 
メンバーの名前が「アザトース（Azagthoth）」だから？Azathothと綴りが違う。詳細はリンク先。
- 『Midian（英語版）』 / 『クレイドル・オブ・フィルス』（アルバム、2000年） 
楽曲『"Cthulhu Dawn"』が含まれるなど。
- 『Mother of Abomination』 / 『クレイドル・オブ・フィルス』（『Nymphetamine』収録、2004年） 
歌詞にCthulhuの名前が含まれる。
- 『Call of Dagon』 / 『セリオン』（『LEMURIA / SIRIUS B』収録、2004年）
- 『スパルタ』 / 『KENSO』（アルバム、1989年） 
楽曲『"ミスカトニック"』、『"インスマウスの影"』。
- 『Hatheg-Kla』 / 『バルサゴス』（『A Black Moon Broods Over Lemuria』収録、1995年）
- 『The Dreamer in the Catacombs of Ur』 / 『バルサゴス』（『Atlantis Ascendant』収録、2001年）
- 『Shackled To The Trilithon Of Kutulu』 / 『バルサゴス』（『The Chthonic Chronicles』収録、2006年）
- 『Return To Hatheg-Kla』 / 『バルサゴス』（『The Chthonic Chronicles』収録、2006年）
- 『Through The Gates Of The Silver Key』 / 『ダークムーア』（『Beyond The Sea』収録、2005年）
- 『The Silver Key』 / 『ダークムーア』（『Beyond The Sea』収録、2005年）
- 『DEAD ANGLE』 / 『Project Wild Cat』（アルバム全曲、2008年）

## 画集
- 『ネクロノミコン』（H・R・ギーガー）

## 食品玩具
『ネクロスの要塞』（ロッテ）
最終シリーズでクトゥルフが宇宙の混沌の支配者として登場。それ以外の邪神も少数ながら出てくる。
『バイオパズラーNEO』（カバヤ食品）
バイオオーディーン、バイオガルーダー、バイオガンネーシャに並び、頭部がタコ型のバイオクトゥルーが登場する。

## ドラマCD
『快盗天使ツインエンジェル』
クトゥルフに言及または登場。Vol.2第4話「ナインのわくわく動物王国」
『ヤンデレ惨 〜ヤンデレの女の子に死ぬほど愛されて眠れないCD3〜』
設定内にミスカトニック大学の名が登場。

## クトゥルフ神話以外の独立したシリーズとの関係
マリオン・ジマー・ブラッドリー「ダーコーヴァ年代記」
これはクトゥルフ神話と同じルーツを持つ作品であり、クトゥルフ神話の影響を受けた作品ではない。
アンブローズ・ビアス『羊飼いハイタ（ハイータ） Haïta the Shepherd 』、ロバート・W・チェンバース『黄衣の王 The King in Yellow 』から派生して、「ハスター」などの名前を継承している。
アンブローズ・ビアス『カルコサの住人 An Inhabitant of Carcosa 』では人名である「ハリ」も、『黄衣の王』に沿って地名「ハリ湖」になっている。
『ドライ・タウンの虜囚 The Shattered Chain 』では「ハスターとカシルダのバラッド」に触れられており、同名の短編も書いている。これは、『黄衣の王』中のエピソード『黄の印 The Yellow Sign 』に由来している。
クトゥルフ神話の「ハスター」も同じルーツから継承している。カナン神話の「ダゴン」、ギリシア神話の「ヒドラ」など、クトゥルフ神話は様々な神話の神名を借用している。
ロバート・E・ハワード「英雄コナンシリーズ」
ハワード自身がラヴクラフトと同世代の作家としてクトゥルフ神話を書いており、二者はとても緊密な関係にある。
1.略奪者コナン
『闇の種族 People of the Dark 』は「ダゴンの洞窟」を舞台にした作品で、略奪者コナン（Conan the reaver）が登場する。『闇の種族』は1931年10月に書かれて、詩『キンメリア』が1932年2月。その後英雄コナンシリーズが書かれている。コナンシリーズでは、キンメリア人はゲール族の祖先と言う設定（→en:Cimmeria (Conan)）。略奪者コナンは、ゲール族であると言う記述がある。「キンメリアのコナン（Conan the Cimmerian）」の設定がまだできていなかったことが察し取れる。
2.ハイパーボリア
「ハイパーボリア」は、ギリシア神話から借用されている語。
クラーク・アシュトン・スミスは「ハイパーボリア」を舞台にクトゥルフ神話『Hyperborean cycleシリーズ』を書いている。1929年に『サタムプラ・ゼイロスの物語 The Tale of Satampra Zeiros 』が書かれており、コナンシリーズはその後の作品。
コナンシリーズでの「ハイパーボリア」の語は、『不死鳥の剣 The Phoenix on the Sword 』で既に現れている。
3.ロバート・E・ハワード以外の執筆者
ロバート・E・ハワードの死後、リン・カーター、L・スプレイグ・ディ＝キャンプによって書かれた『コナンと毒蛇の王冠 Conan the Buccaneer 』では、クトゥルフ神話固有の神名「ツァトゥグァ」、また、「ダゴン」も現れる。